# Poisson-papillon côtelé du Pacifique
Chaetodon lunulatus
Espèce
Statut de conservation UICN

 LC  : Préoccupation mineure
Le Poisson-papillon côtelé du Pacifique (Chaetodon lunulatus) est une espèce de poissons de la famille des Chaetodontidae.

## Sous-genre
Le poisson-papillon côtelé du Pacifique est un poisson-papillon qui fait partie du sous-genre Corallochaetodon. En 1984, André Maugé et Roland Bauchot ont proposé d'intégrer ce sous-genre dans un nouveau genre, Mesochaetodon, ce qui donnerait comme nom scientifique pour ce poisson Mesochaetodon lunulatus.

## Morphologie
- Taille : jusqu'à 14 cm.

Son corps est clair (blanc à jaune) avec des petites bandes longitudinales bleues. Le pédoncule caudal est gris.

## Biologie et écologie
C'est un poisson corallien, et qui se nourrit de corail.

## Répartition
Le poisson-papillon côtelé du Pacifique se rencontre dans l'océan Pacifique, comme son  nom l'indique.

## Usage
On peut rencontrer ce poisson en aquarium, mais il est difficile à nourrir, du fait de son alimentation très spécialisée.